# Castelnou (Pyrénées-Orientales)
Castelnou is een gemeente in het Franse departement Pyrénées-Orientales (regio Occitanie). De plaats maakt deel uit van het arrondissement Perpignan. Castelnou is door Les Plus Beaux Villages de France erkend als een van de mooiste dorpen van Frankrijk. De gemeente telde 286 inwoners op 1 januari 2022.

## Geografie
De oppervlakte van Castelnou bedroeg op 1 januari 2022 19,28 vierkante kilometer; de bevolkingsdichtheid was toen 14,8 inwoners per km².

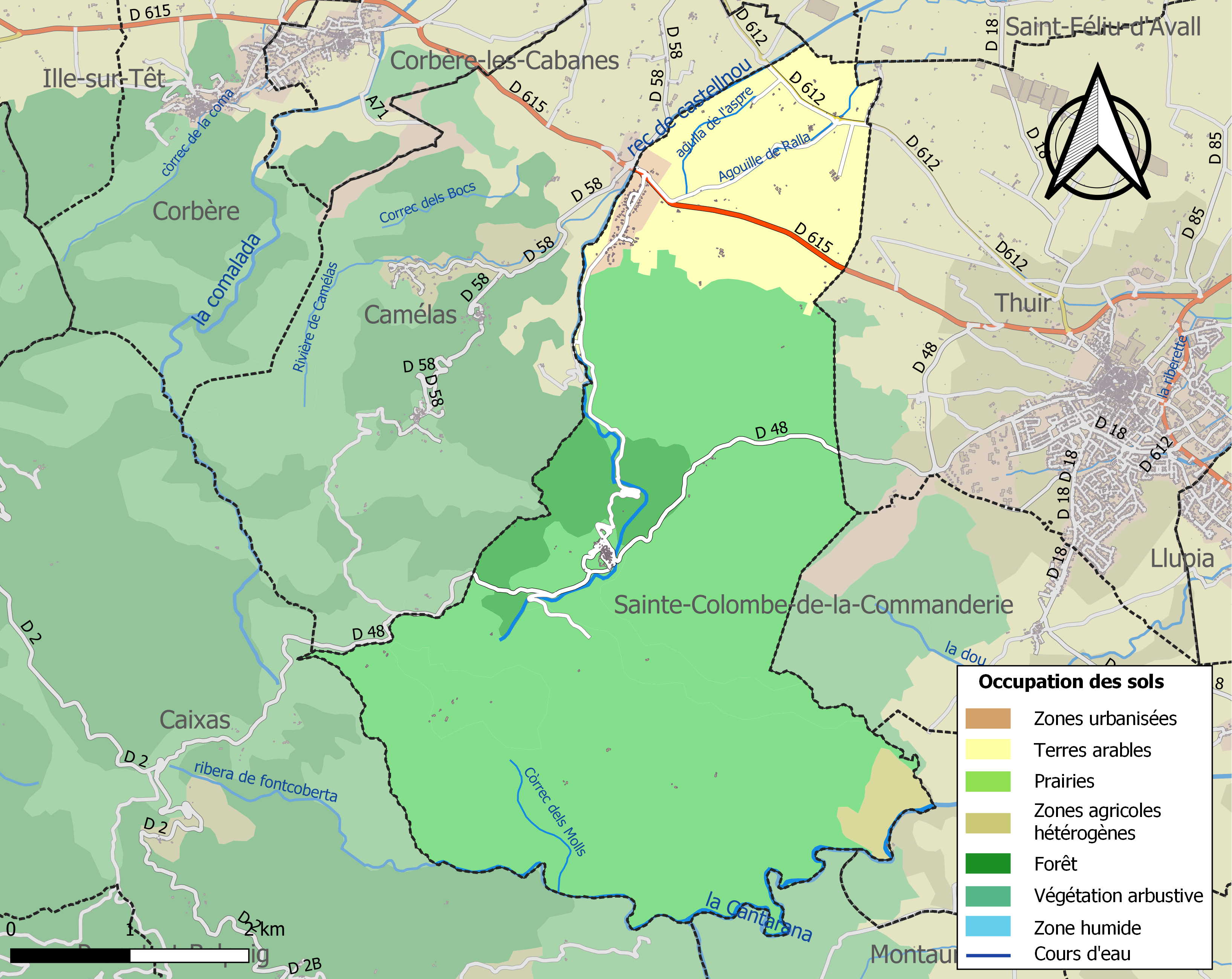
Kaart van de gemeente met de belangrijkste infrastructuur, bodemgebruik en omliggende gemeenten

## Demografie
Onderstaande figuur toont het verloop van het inwonertal (bron: INSEE-tellingen).

## Afbeeldingen

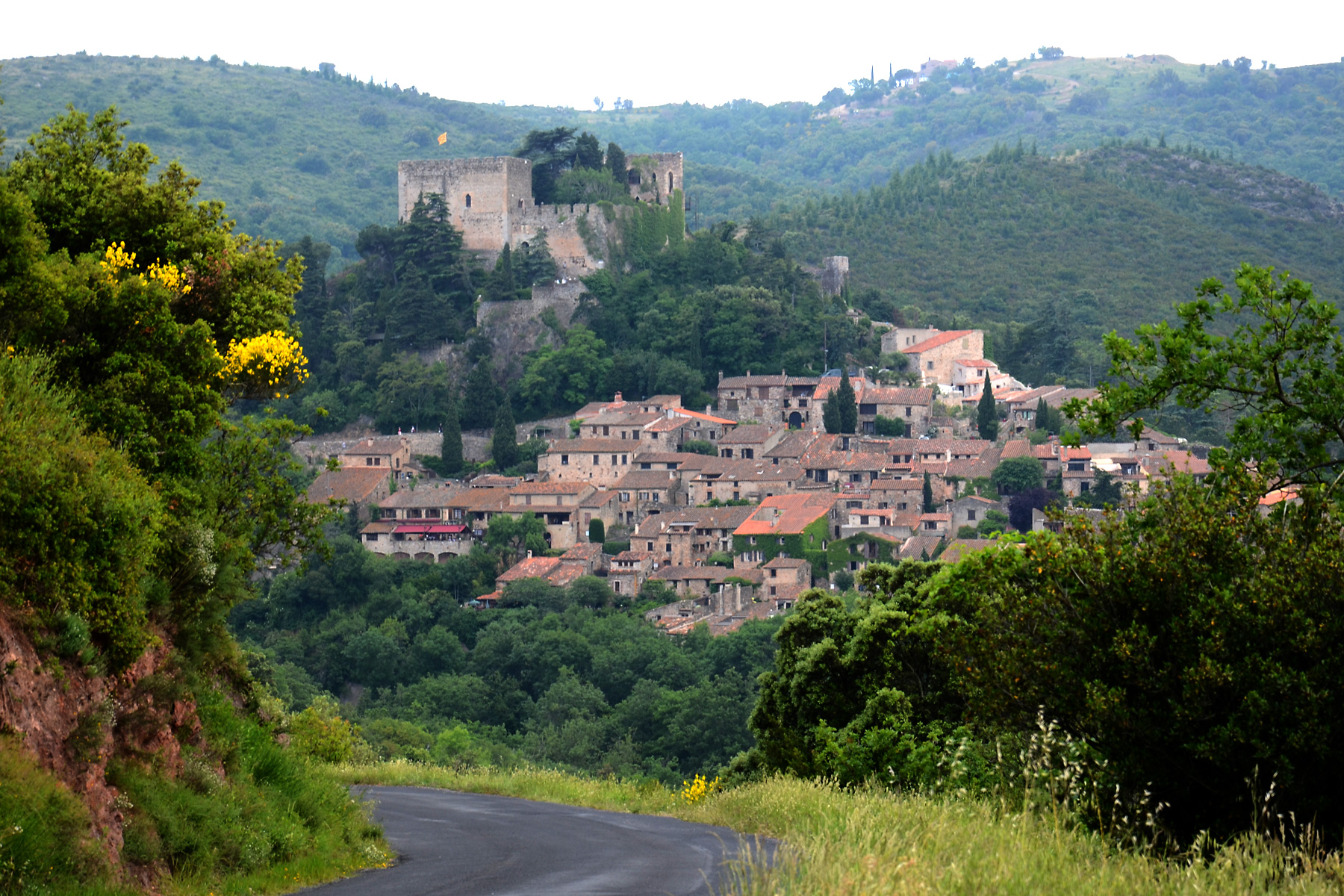
Castelnou
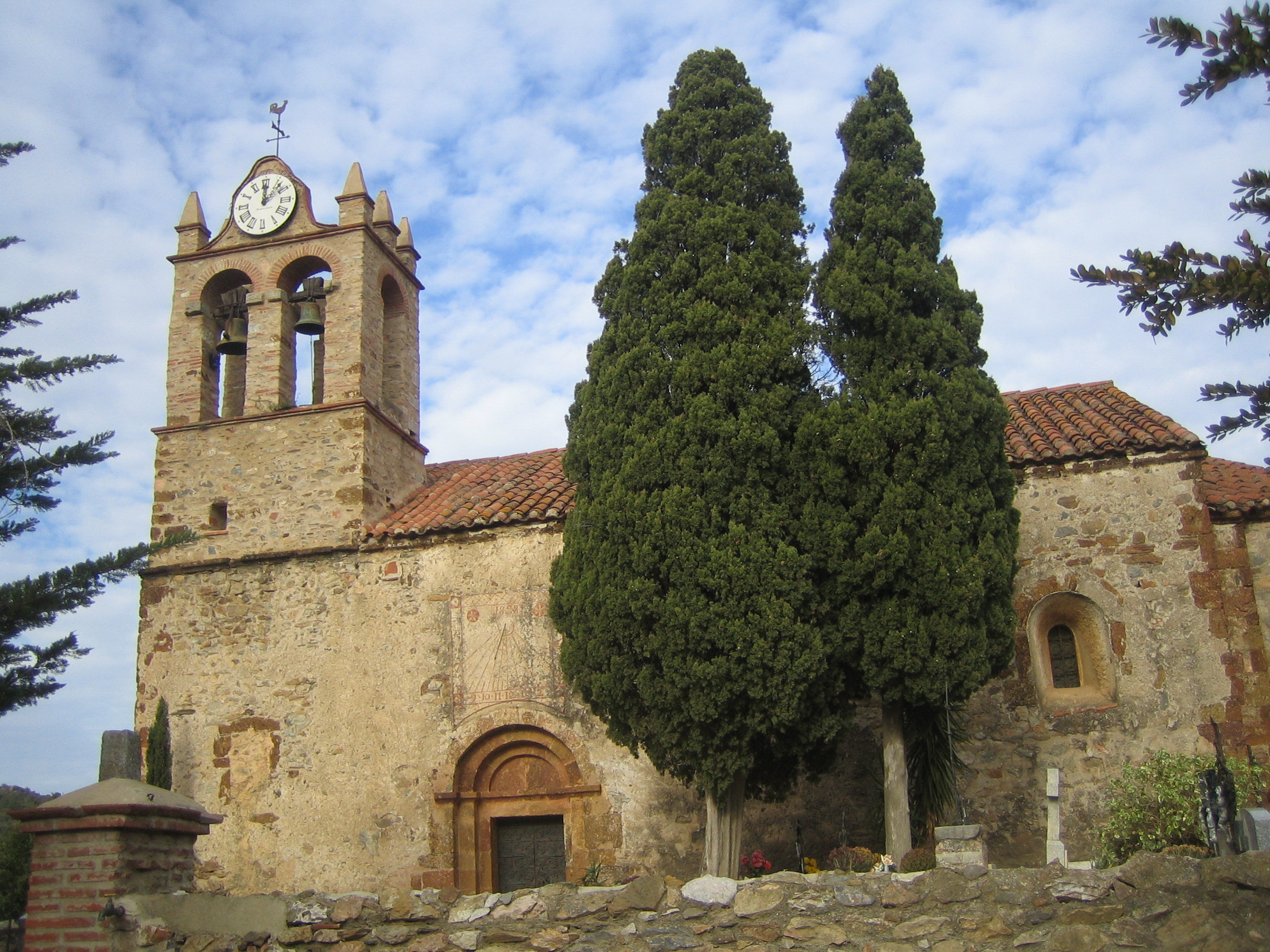
kerk Sainte-Marie du Mercadal
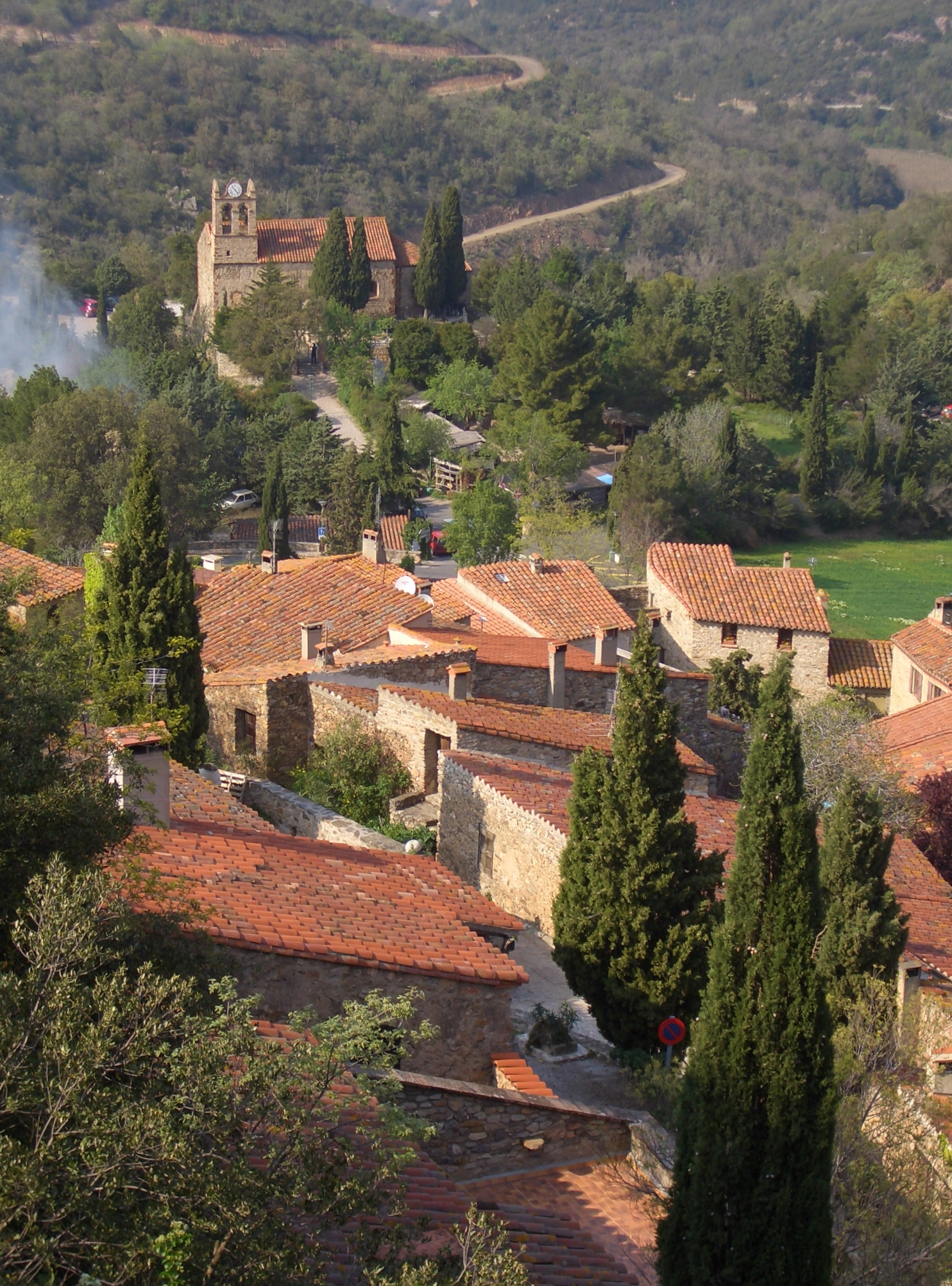
Castelnou
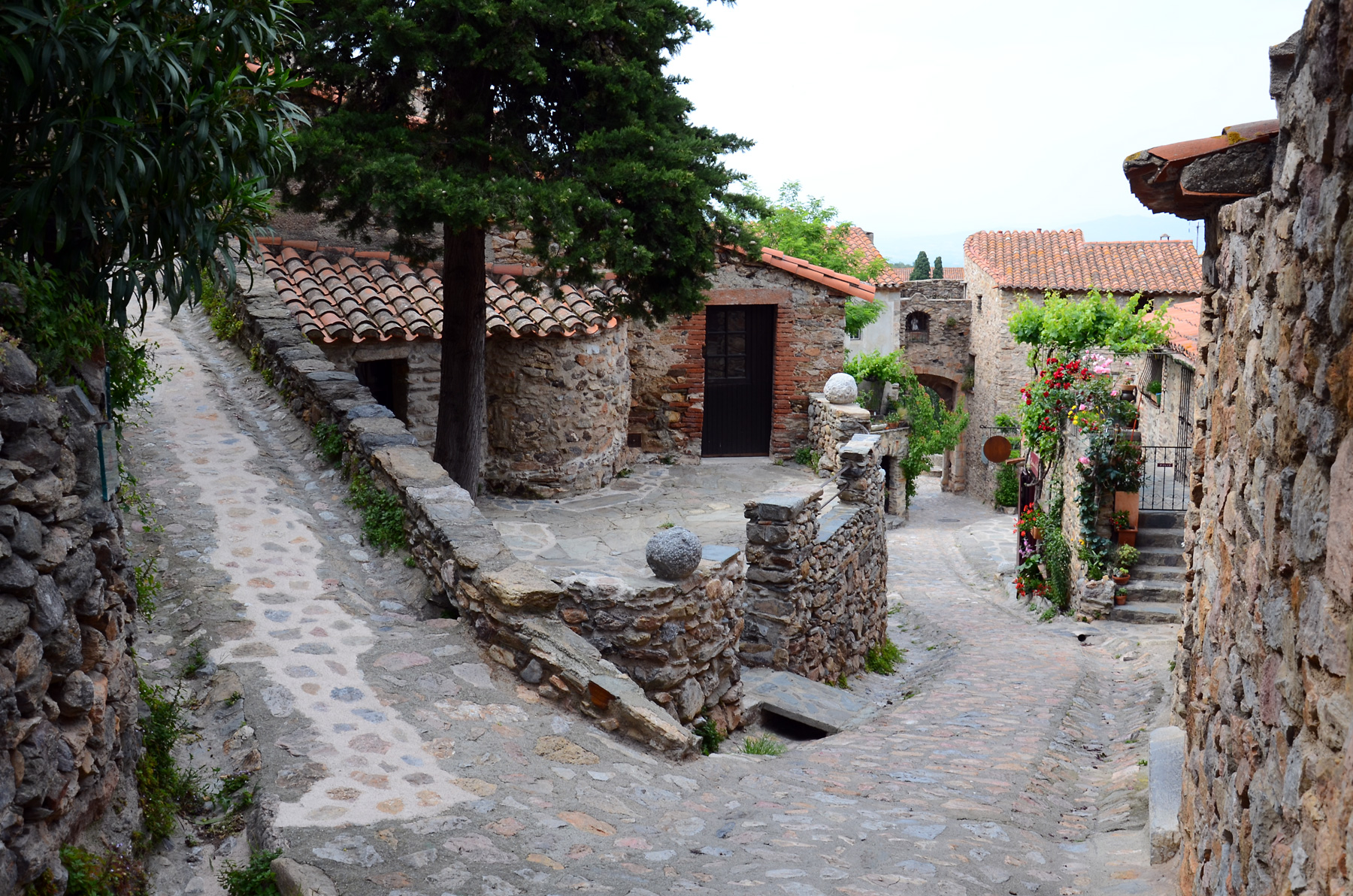
Castelnou
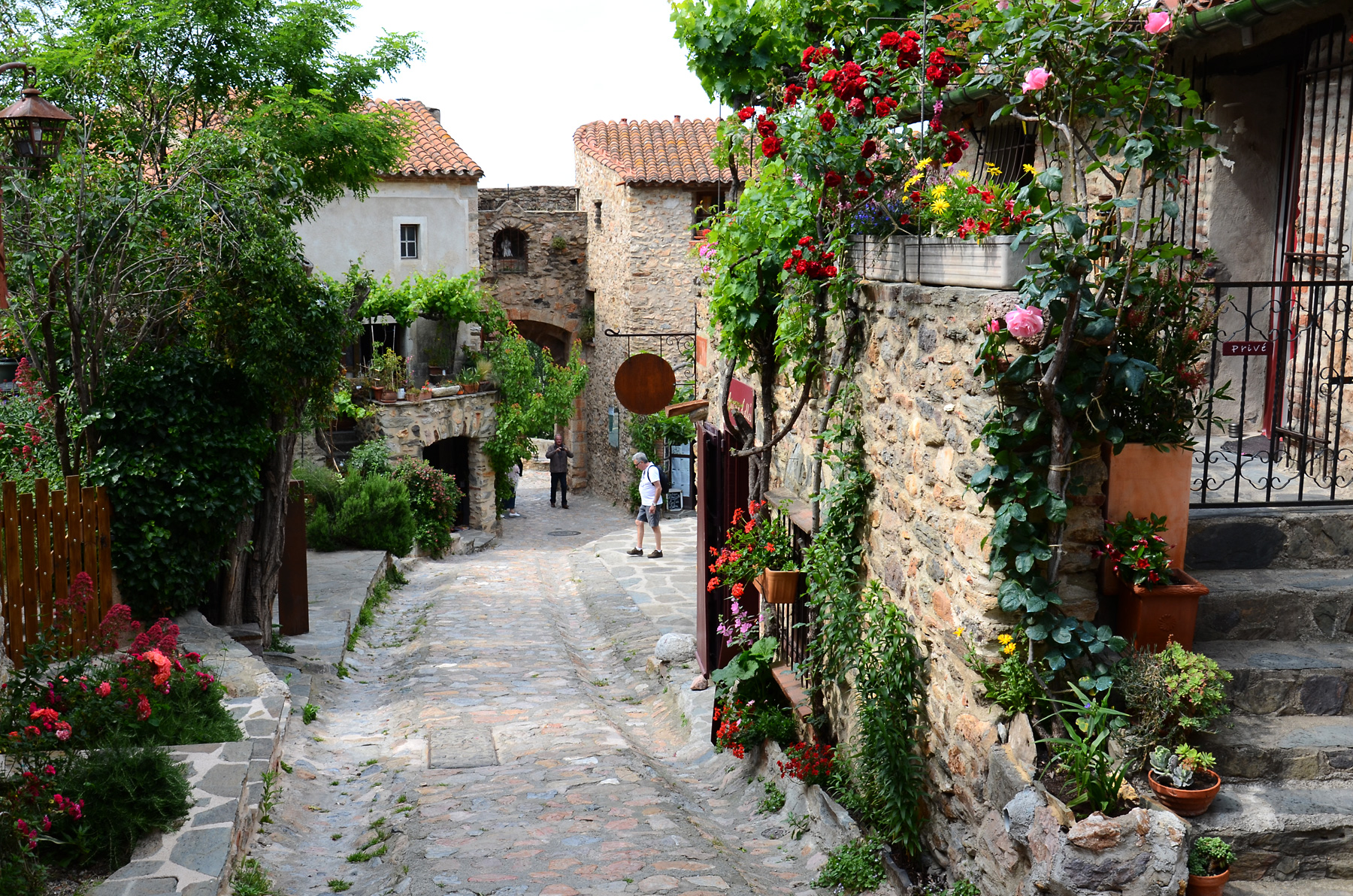
Castelnou